# Коукал великий
Коука́л великий (Centropus menbeki) — вид зозулеподібних птахів родини зозулевих (Cuculidae). Мешкає на Новій Гвінеї та на сусідніх островах.

## Опис
Довжина птаха становить 60-69 см, враховуючи довгий хвіст, вага 500 г. Довжина хвоста у самців становить 37 см, у самиць 36 см, довжина дзьоба 5 см. Голова, верхня частина тіла, горло і верхня частина грудей чорнувато-бурі, блискучі з синьо-зеленим відблиском. Живіт тьмяний, чорнувато-бурий. Хвіст широкий, східчастий. Молоді птахи мають тьмяніше забарвлення, пера у спині у них мають темно-коричневі кінчики. Райдужки червоні, у молодих самців білуваті або світло-сірі, у самиць оранжеві або карі. Дзьоб роговий, біля основи темний. У представників підвиду C. m. aruensis верхня частина тіла має синьо-фіолетовий відблиск, дзьоб у них більш вигнутий.

## Підвиди
Виділяють два підвиди:
- C. m. menbeki Lesson, R & Garnot, 1828 — Нова Гвінея, острови Раджа-Ампат і Япен;
- C. m. aruensis (Salvadori, 1878) — острови Ару.

## Поширення і екологія
Великі коукали мешкають в Індонезії і Папуа Новій Гвінеї. Вони живуть у вологих рівнинних тропічних лісах та у вологих і сухих чагарникових заростях. Зустрічаються поодинці або парами, на висоті до 800 м над рівнем моря, ведуть переважно наземний спосіб життя. Живляться великими комахами, яйцями, пташенятами, дрібними земноводними і плазунами. Не практикують гніздовий паразитизм.